# Tim Van de Velde
Tim Van de Velde (* 1. Februar 2000) ist ein belgischer Leichtathlet, der sich auf den Hindernislauf spezialisiert hat, aber auch im Mittelstreckenlauf an den Start geht.

## Sportliche Laufbahn und Leben
Erste internationale Erfahrungen sammelte Tim Van de Velde bei den 2016 in Tiflis erstmals ausgetragenen Jugendeuropameisterschaften, bei denen er in 5:53,77 min die Goldmedaille über 2000 m Hindernis gewann. Im Jahr darauf belegte er bei den U20-Europameisterschaften in Grosseto in 4:02,86 min den zwölften Platz im 1500-Meter-Lauf und im Dezember gelangte er bei den Crosslauf-Europameisterschaften in Šamorín nach 18:51 min Rang elf im U20-Rennen. 2018 klassierte er sich bei den U20-Weltmeisterschaften in Tampere in 9:02,03 min den achten Platz über 3000 m Hindernis und bei den Crosslauf-Europameisterschaften in Tilburg wurde er nach 18:53 min 15. im U20-Rennen. Im Jahr darauf belegte er bei den U20-Europameisterschaften in Borås in 9:14,91 min den zehnten Platz im Hindernislauf und wurde dann bei den Crosslauf-Europameisterschaften in Lissabon nach 19:58 min 48. im U20-Rennen. 2022 startete er über 3000 m Hindernis bei den Weltmeisterschaften in Eugene und schied dort mit 9:03,11 min im Vorlauf aus und anschließend verpasste er auch bei den Europameisterschaften in München mit 8:38,23 min den Finaleinzug. 2024 kam er bei den Europameisterschaften in Rom im Vorlauf nicht ins Ziel.
2021 wurde Van de Velde belgischer Meister im 3000-Meter-Hindernislauf.

## Persönliche Bestleistungen
- 1500 Meter: 3:38,15 min, 6. September 2020 in Heusden-Zolder
  - 1500 Meter (Halle): 3:46,33 min, 20. Februar 2021 in Louvain-la-Neuve
- Meile: 4:05,11 min, 15. Juni 2017 in Oslo (belgischer U18-Rekord)
- 3000 Meter: 7:51,75 min, 1. Mai 2022 in Herentals
- 3000 m Hindernis: 8:18,68 min, 30. April 2024 in Huelva